# Escles-Saint-Pierre
Escles-Saint-Pierre és un municipi francès, situat al departament de l'Oise i a la regió dels Alts de França. L'any 2007 tenia 142 habitants.

## Demografia

### Població
El 2007 la població de fet d'Escles-Saint-Pierre era de 142 persones. Hi havia 53 famílies de les quals 8 eren unipersonals (4 homes vivint sols i 4 dones vivint soles), 16 parelles sense fills, 25 parelles amb fills i 4 famílies monoparentals amb fills.
La població ha evolucionat segons el següent gràfic:
Habitants censats

### Habitatges
El 2007 hi havia 67 habitatges, 55 eren l'habitatge principal de la família, 9 eren segones residències i 3 estaven desocupats. Tots els 65 habitatges eren cases. Dels 55 habitatges principals, 48 estaven ocupats pels seus propietaris, 4 estaven llogats i ocupats pels llogaters i 2 estaven cedits a títol gratuït; 2 tenien dues cambres, 8 en tenien tres, 16 en tenien quatre i 28 en tenien cinc o més. 46 habitatges disposaven pel capbaix d'una plaça de pàrquing. A 20 habitatges hi havia un automòbil i a 24 n'hi havia dos o més.

### Piràmide de població
La piràmide de població per edats i sexe el 2009 era:
| Homes | Edats   | Dones |
| ----- | ------- | ----- |
| 0     | 95 o +  | 0     |
| 0     | 90 a 94 | 0     |
| 4     | 85 a 89 | 0     |
| 0     | 80 a 84 | 0     |
| 0     | 75 a 79 | 0     |
| 8     | 70 a 74 | 4     |
| 0     | 65 a 69 | 4     |
| 8     | 60 a 64 | 8     |
| 0     | 55 a 59 | 0     |
| 0     | 50 a 54 | 4     |
| 4     | 45 a 49 | 4     |
| 4     | 40 a 44 | 4     |
| 4     | 35 a 39 | 4     |
| 8     | 30 a 34 | 4     |
| 0     | 25 a 29 | 0     |
| 8     | 20 a 24 | 8     |
| 12    | 15 a 19 | 0     |
| 8     | 10 a 14 | 0     |
| 4     | 5 a 9   | 16    |
| 4     | 0 a 4   | 4     |

## Economia
El 2007 la població en edat de treballar era de 81 persones, 56 eren actives i 25 eren inactives. De les 56 persones actives 54 estaven ocupades (29 homes i 25 dones) i 2 estaven aturades (2 homes). De les 25 persones inactives 9 estaven jubilades, 10 estaven estudiant i 6 estaven classificades com a «altres inactius».

### Ingressos
El 2009 a Escles-Saint-Pierre hi havia 55 unitats fiscals que integraven 132 persones, la mediana anual d'ingressos fiscals per persona era de 17.061 €.

### Activitats econòmiques
Dels 3 establiments que hi havia el 2007, 1 era d'una empresa de construcció i 2 d'empreses de comerç i reparació d'automòbils.
Els 2 serveis als particulars que hi havia el 2009 eren paletes.
L'any 2000 a Escles-Saint-Pierre hi havia 3 explotacions agrícoles que ocupaven un total de 264 hectàrees.

## Poblacions més properes
El següent diagrama mostra les poblacions més properes.